# Theodor
Theodor ist ein männlicher Vorname.

## Herkunft und Bedeutung
Der Name Theodor geht auf den altgriechischen Namen Θεόδωρος Theódōros zurück, der sich aus den Elementen θεός theós „Gott“ und δῶρον dōron „Geschenk“ zusammensetzt.

## Verbreitung
In Dänemark ist Theodor seit 2013 einer der 50 beliebtesten Jungennamen. Im Jahr 2020 belegte er Rang 26. Auch in Norwegen ist der Name sehr beliebt. Seit 2003 gehört er zu den 100 beliebtesten Jungennamen des Landes und belegte im Jahr 2021 Rang 16 der Vornamenscharts. In Schweden hat sich der Name schon länger unter den 100 beliebtesten Jungennamen etabliert, wird jedoch seltener vergeben als in Norwegen. Zuletzt belegte er Rang 38 der Hitliste (Stand 2021).
In Österreich gehört der Name Theodor zu den beliebtesten Jungennamen. Im Jahr 2020 belegte er Rang 38 in den Hitlisten.
Bereits im ausgehenden 19. Jahrhundert gehörte Theodor in Deutschland zu den am meisten vergebenen Jungennamen. Seine Popularität begann ab den 1920er Jahren zu sinken, bis der Name in den 1950er Jahren außer Mode geriet. In der zweiten Hälfte der 2000er Jahre nahm die Popularität des Namens wieder zu. Mittlerweile hat er sich unter den 100 beliebtesten Jungennamen etabliert und wird weiterhin immer häufiger vergeben. Im Jahr 2021 belegte der Name Rang 54 der Hitliste.

## Varianten
- Amharisch: ቴዎድሮስ Tewodros
- Armenisch: Թորոս Toros
- Bulgarisch: Теодор Teodor, Тодор Todor
- Deutsch: Theodorus, Dorotheus
  - Diminutiv: Theo
- Englisch: Theodore
  - Diminutiv: Ted, Teddie, Teddy, Theo
- Finnisch
  - Diminutiv: Teuvo
- Französisch: Théodore
  - Diminutiv: Théo
- Georgisch: თედორე Tedore
- Griechisch: Θεόδωρος Theódōros, Δωρόθεος Dōrótheos
- Italienisch: Teodoro
  - Latein: Theodorus
  - Diminutiv: Teo
- Kroatisch: Teodor
  - Diminutiv: Teo
- Lettisch: Teodors
- Mazedonisch: Теодор Teodor, Тодор Todor
  - Diminutiv: Тоше Toše, Tosche, Тодор Todor
- Niederländisch: Theodoor, Theodorus
  - Limburgisch: Thei
  - Diminutiv: Theo
- Polnisch: Teodor
- Portugiesisch: Teodoro
  - Diminutiv: Téo
- Rumänisch: Teodor, Tudor
  - Diminutiv: Dorin, Dorinel
- Russisch: Федор Fedor, Феодор Feodor, Фёдор Fjodor, Дорофей Dorofej
  - Diminutiv: Федя Fedja
- Schweizerdeutsch: Joder[8]
- Serbisch: Теодор Teodor, Тодор Todor
- Slowakisch: Teodor
  - Diminutiv: Teo
- Spanisch: Teodoro
  - Diminutiv: Teo
- Tschechisch: Teodor
- Ukrainisch: Федір Fedir
- Ungarisch: Tivadar, Tódor

Für weibliche Varianten: siehe Theodora und Dorothea

## Namenstage
- 11. Februar: nach Theodor Babilon
- 24. April: nach Theodor Peters
- 9. Juli: nach Theodor van der Eem, einem der 19 Märtyrer von Gorkum
- 16. August: nach Theodor von Octodurus
- 19. September: nach Theodor von Canterbury
- 9. November: nach Theodor von Euchaita

## Bekannte Namensträger
Siehe auch Theodoros

### Päpste
- Theodor I. (642–649)
- Theodor II. (687) (Gegenpapst)
- Theodor II. (897)
- Tawadros II. (Papst der Koptischen Kirche (2012-))

### Herrscher
- Theodor I. (Byzanz) (1204–1222), Kaiser von Byzanz
- Theodor II. (Byzanz) (1254–1258), Kaiser von Byzanz
- Theodoros I. Komnenos Dukas († nach 1253), Herrscher von Epirus und byzantinischer Gegenkaiser
- Theodor Assen († 1197), Zar von Bulgarien, siehe Peter IV. (Bulgarien)
- Theodor II. (Theodor II. Svetoslav; 1300–1322), Zar von Bulgarien, siehe Todor Swetoslaw
- Theodor I. (1411–1414), Kaiser von Äthiopien, siehe Tewodros I.
- Theodor II. (Äthiopien) (9. Februar 1855–13. April 1868), Kaiser von Äthiopien
- Theodor I. (Montferrat) (1305–1338), Markgraf von Montferrat
- Theodor II. (Montferrat) (1381–1418), Markgraf von Montferrat
- Theodoros Angelos († 1299), Fürst in Thessalien
- Theodor I. (Morea) (Theodōros I. Palaiologos; 1355–1407), byzantinischer Despot von Morea von 1383 bis 1407
- Theodor II. (Morea) (Theodōros (II.) Palaiológos, um 1396–1448), von 1407 bis 1443 Herrscher (Despot) über das Despotat Morea
- Theodor I. Muzaka († um 1335), albanischer Fürst
- Theodor II. Muzaka († nach 1389), albanischer Fürst
- Theodor von Neuhoff (1694–1756), als Theodor I. einziger König von Korsika (1736–1738)
- Theodor de Croix (1784–1790), Vizekönig von Peru

### Patriarchen
- Theodor I. von Konstantinopel (677–679)
- Theodor II. Eirenikos (1213–1215)
- Theodor I. von Jerusalem (668–um 692)
- Theodor II. (735–770)
- Theodor I. von Antiochia (rum-orthodoxen) (767–797)
- Theodor II. (966–977)
- Theodor IV. (1185–1199)
- St. Theodor von Alexandria (607–609)
- Theodor II. von Alexandria (um 662)

### Heilige
- Theodor Tyro, auch Theodor von Euchaïta († um 306), identisch mit Theodor Stratelates, Heiliger der orthodoxen und katholischen Kirche, Kommandant einer römischen Garnison in Galatien
- Theodor von Sitten († um 400), Bischof von Octodurum (heute Martigny, Kanton Wallis, Schweiz), Heiliger und Landespatron des Kantons Wallis
- Theodor von Sykeon († 613), byzantinischer Asket, Bischof von Anastasiupolis in Galatien
- Theodor Studites (759–826), Abt des Klosters Studion in Konstantinopel
- Theodor van der Eem (1499–1572), Märtyrer von Gorkum

### Weitere Geistliche
- Theodor Askidas, von 537 bis 558 Bischof von Cäsarea in Cappadocia
- Theodor von Chur, von 599 bis 603 Bischof von Chur
- Theodor von Mopsuestia (* vermutlich 350; † 428/429), christlicher Theologe der antiochenischen Schule, persisch-nestorianischer Heiliger und Bischof der Stadt Mopsuestia in Kilikien
- Theodor von Tarsus (668–690), Erzbischof von Canterbury
- Theodor (Nowgorod), Erzbischof von Nowgorod (1069–1078)
- Theodor von Rheden (1492–1556), Bischof von Lübeck

### Personen des antiken Griechenlands
- Theodoros von Kyrene (Philosoph)

### Namensträger aus Neuzeit und Gegenwart
Langform:
- Theodor W. Adorno (1903–1969), deutscher Philosoph und Komponist
- Theodor von Beza (auch Théodore de Bèze; 1519–1605), Genfer Reformator französischer Herkunft
- Theodor Bibliander (1509–1564), Schweizer reformierter Theologe, Orientalist und Sprachwissenschaftler
- Theodor Bitterauf (1877–1925), deutscher Historiker und Hochschullehrer
- Theodor Dassov (1648–1721), deutscher Sprachwissenschaftler und lutherischer Theologe
- Theodor Fontane (1819–1898), deutscher Schriftsteller
- Theodor Gebre Selassie (* 1986), tschechischer Fußballspieler
- Theodor von Gimborn (1840–1916), deutscher Ingenieur und Industrieller
- Theodor Grädler (* 1921), deutscher Regisseur und Autor
- Theodor Grüneberg (1901–1979), deutscher Dermatologe und Hochschullehrer
- Theodor Hänsch (* 1941), deutscher Physiker, Nobelpreisträger für Physik 2005
- Theodore Hendricks (* 1947), US-amerikanischer American-Football-Spieler
- Theodor Herrmann (1881–1926), deutscher Maler
- Theodor Herrmann (* 1921), deutscher Fußballspieler
- Theodor Herzl (1860–1904), österreichischer Schriftsteller
- Theodor Heuss (1884–1963), erster Bundespräsident der Bundesrepublik Deutschland
- Theodor Hopf (1918–2008), deutscher Brigadegeneral
- Theodor Horn (1661–1736), deutscher Philosoph und Hochschullehrer
- Theodor Hüllinghoff (1910–??), deutscher Ruderer
- Theodor Joedicke (1899–1996), deutscher Arzt und Inspekteur des Sanitätswesens
- Theodor Jörgensmann (* 1948), deutscher Jazzmusiker
- Theodor Kirchhoff (1853–1922), deutscher Psychiater und Psychiatriehistoriker
- Theodor Körner (1791–1813), deutscher Schriftsteller
- Theodor Körner (1873–1957), österreichischer Bundespräsident
- Theodor Körner (1932–2016), deutscher Ruderer, Rudertrainer und -funktionär
- Theodor von Landauer (1816–1894), deutscher Architekt und Oberbaurat
- Theodor Landsberg (1847–1915), deutscher Bauingenieur und Hochschullehrer
- Theodor von Liebenau (1840–1914), Schweizer Archivar und Historiker
- Theodor Mengelbier (1857–1932), deutscher Generalleutnant
- Theodor von Mohr (1794–1854), Schweizer Historiker, Anwalt und Politiker
- Theodor Mommsen (1817–1903), deutscher Althistoriker des 19. Jahrhunderts und Literaturnobelpreis-Träger
- Theodor von Mörner (1817–1874), deutscher Historiker und Archivar
- Theodor Münz (1872–1933), deutscher Beamter und Landrat
- Theodor von Netzer (1827–1892), deutscher Offizier, preußischer Generalmajor
- Theodor von Offermann (1822–1892), österreichischer Industrieller
- Theodor Oppermann  (1889–1945), deutscher Verleger und Politiker
- Theodor Popp (1907–1991), deutscher Hörspielregisseur und Schauspieler
- Theodor Poretschkin (1913–2006), deutscher Brigadegeneral
- Theodor Roemer (1883–1951), deutscher Agrarwissenschaftler
- Theodor Rosenheim (1860–1939), deutscher Mediziner und Hochschullehrer
- Theodor Rutt (1911–2006), deutscher Germanist, Sprachwissenschaftler und Hochschullehrer
- Theodor Schnell der Ältere (1836–1909), deutscher Bildhauer und Kirchenausstatter
- Theodor Schnell der Jüngere (1870–1938), deutscher Bildhauer und Kirchenausstatter
- Theodor Schober (1918–2010), deutscher Pfarrer und Präsident des Diakonischen Werkes
- Theodor von Senden (um 1560–1610), deutscher Jurist, Präzeptor herzöglicher Prinzen im Studium
- Theodor Sternberg (1878–1950), deutscher Rechtsphilosoph, Hochschullehrer
- Theodor Sternberg (1891–1963), deutscher Maler und Grafiker
- Theodor Storm (1817–1888), deutscher Schriftsteller
- Theodor Taulow von Rosenthal (1702–1779), österreichischer Archivar
- Theodor Weißenborn (1933–2021), deutscher Schriftsteller und Essayist
- Theodor Wende (1883–1968), deutscher Gold- und Silberschmied
- Theodor Werner (1886–1969), deutscher Maler
- Theodor Winter (Maler) (1872–1949), deutscher Maler
- Theodor Winter (Kommunist) (1902–1944), deutscher Tischler, Kommunist und Widerstandskämpfer
- Theodor Wolf (1841–1924), deutscher Botaniker und Geologe
- Theodor Zechlin (1818–1895), deutscher Kommunalpolitiker, Apotheker und Heimatforscher

Kurzform:
Kurzname:
- Théo für Théo Hernández (* 1997), französischer Fußballspieler
- Théo für Théodore Szkudlapski (1935–2006), französischer Fußballspieler

## Geografische Namen
- Theodor Rock, Klippenfelsen im Südatlantik
- San Teodoro
- Fürstentum Theodoro

## Sonstige Verwendungen des Namens
- Der müde Theodor
- Zeche Theodor